# NGC 5703
NGC 5703 (другие обозначения — NGC 5709, UGC 9435, MCG 5-35-3, ZWG 164.6, IRAS14366+3039, PGC 52343) — спиральная галактика с перемычкой (SBa) в созвездии Волопас.
Этот объект занесён в новый общий каталог несколько раз, с обозначениями NGC 5703, NGC 5709.
Этот объект входит в число перечисленных в оригинальной редакции «Нового общего каталога».